# Cyprinella labrosa
Cyprinella labrosa is een straalvinnige vissensoort uit de familie van de eigenlijke karpers (Cyprinidae). De wetenschappelijke naam van de soort is voor het eerst geldig gepubliceerd in 1870 door Edward Drinker Cope.
De soort komt voor aan de oostzijde van de Blue Ridge Mountains en het Piedmont-gedeelte van het stroomgebied van de Pee Dee River en Santee River in de staten North Carolina en South Carolina van de Verenigde Staten.